# Santa Cecilia all'Arco Savello
Santa Cecilia all'Arco Savello, även benämnd Santa Cecilia de Monte Faffo, var en kyrkobyggnad i Rom, helgad åt den heliga jungfrumartyren Cecilia. Kyrkan var belägen vid Arco dei Savelli vid Marcellusteatern i Rione Sant'Angelo.

## Historia
Kyrkans uppfördes under 1100-talet. Tillnamnet ”Monte Faffo” (latin: Mons Fabiorum) syftar på den kulle som med tiden bildades ovanpå ruinerna av Marcellusteaterns scaenae frons, det vill säga teaterns arkitektoniska bakgrund. ”Faffo” syftar på familjen Fabi, vilken residerade på kullen under tidig medeltid. Tillnamnet förvrängdes sedermera etymologiskt till ”de saffo”, ”de taffo”, ”de scaffa” och ”de saxso”.
I kyrkoförteckningen Catalogo di Pio V (1566–1572) beskrivs kyrkobyggnaden som ”ruinata”, det vill säga ”förstörd”.

## Omnämningar i kyrkoförteckningar
| Katalog                      | År         | Benämning                                |
| ---------------------------- | ---------- | ---------------------------------------- |
| Catalogo di Cencio Camerario | 1192       | sce. Cecilie de Faffo                    |
| Il Catalogo Parigino         | cirka 1230 | s. Cecilia de Monte Falfi                |
| Il Catalogo di Torino        | cirka 1320 | Ecclesia sancte Cecilie Montis Farfe     |
| Il Catalogo del Signorili    | cirka 1425 | sce. Cecilie in monte suffone            |
| Tassa di Pio IV              | 1559–1565  | santa Cicilia nelle case dei Savelli     |
| Catalogo di Pio V            | 1566–1572  | Santa Cecilia all'Arco Savello – Ruinata |